# 16445 Klimt
16445 Klimt è un asteroide della fascia principale. Scoperto nel 1989, presenta un'orbita caratterizzata da un semiasse maggiore pari a 3,1996044 UA e da un'eccentricità di 0,1876663, inclinata di 12,12162° rispetto all'eclittica.
L'asteroide è dedicato a Gustav Klimt, pittore austriaco.